# Китяткові

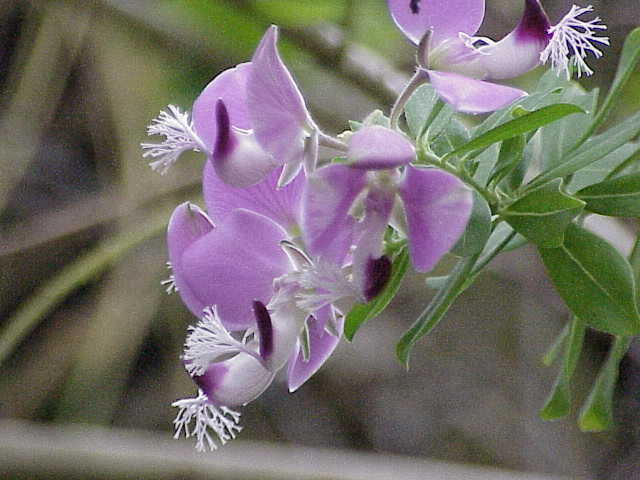
Polygala myrtifolia

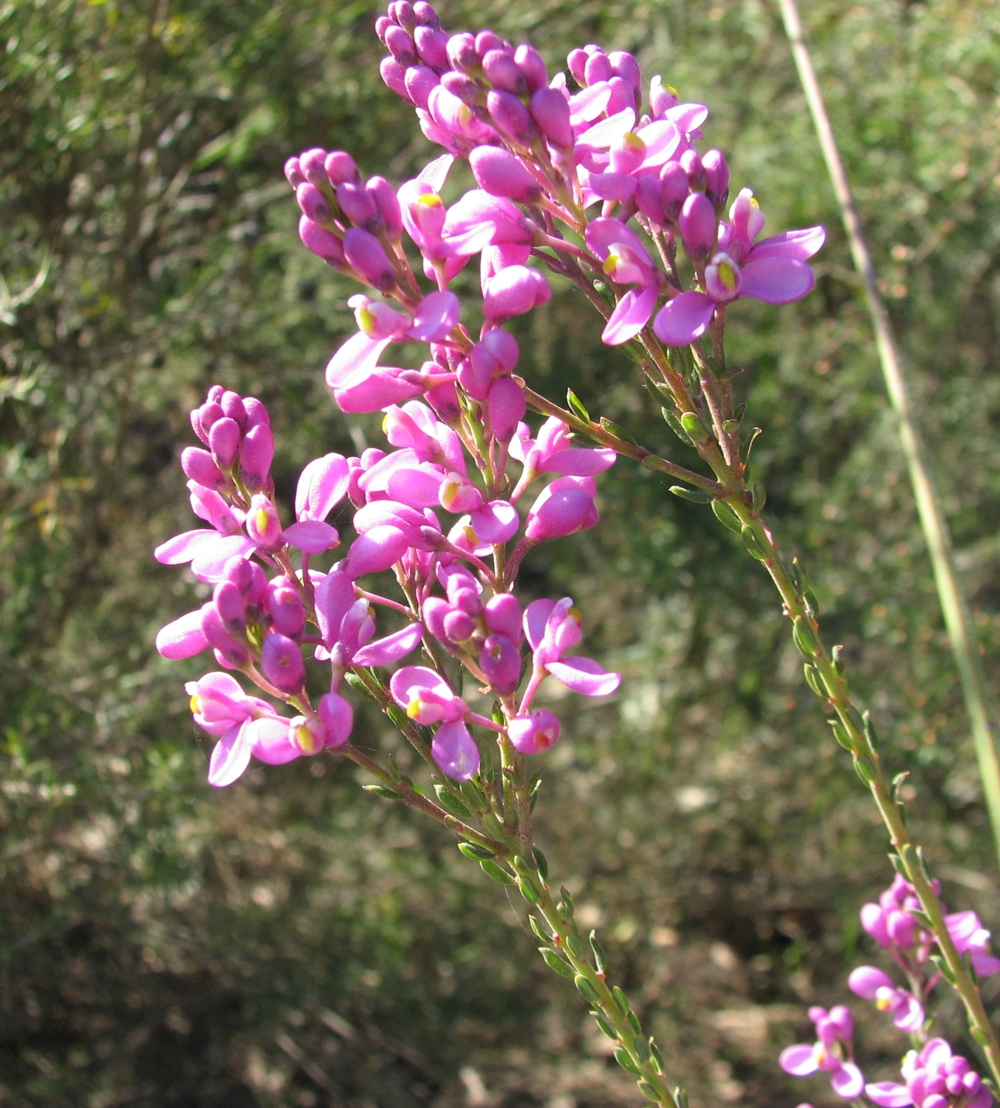
Comesperma ericinum

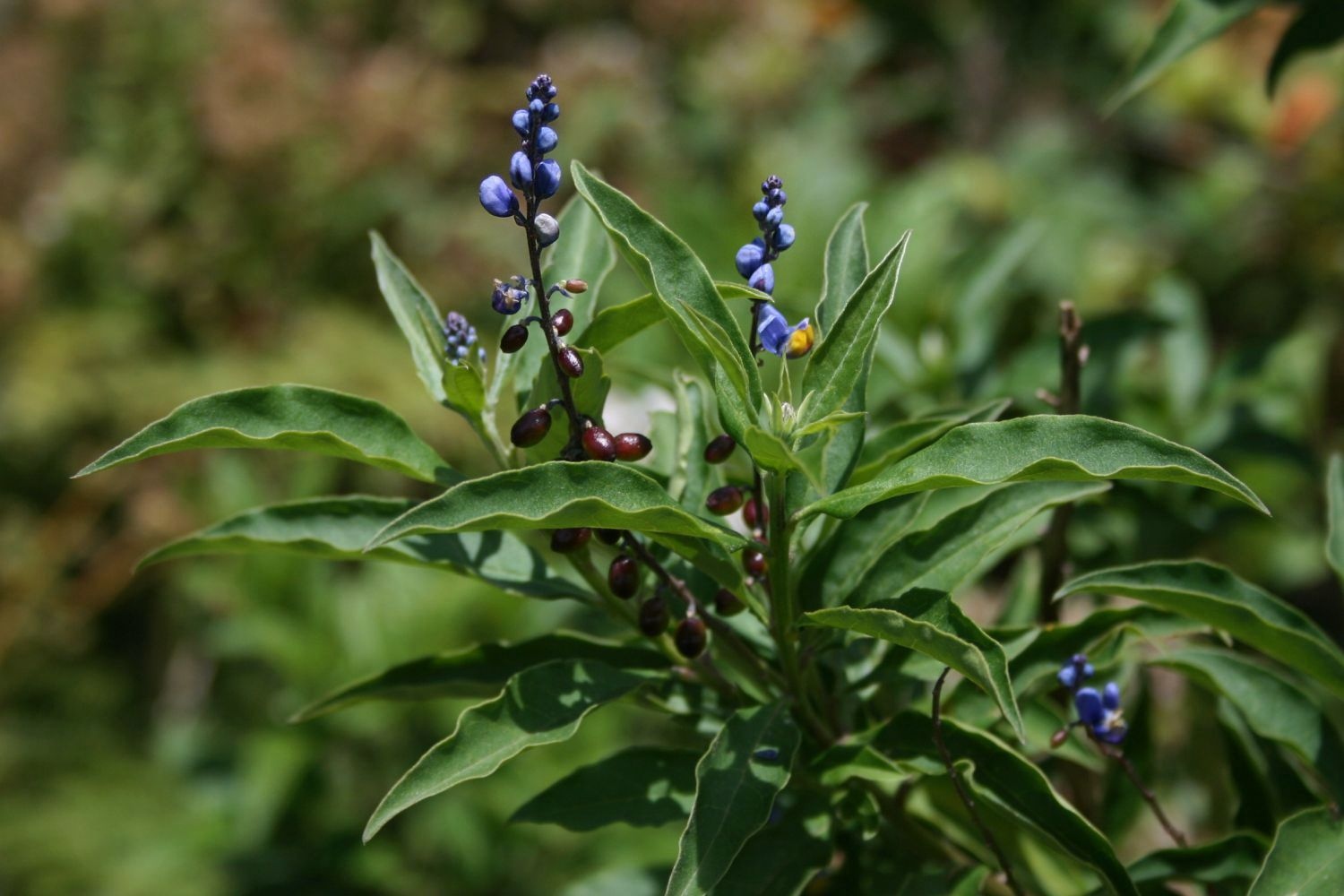
Monnina xalapensis

Китяткові (Polygalaceae) — родина квіткових рослин порядку бобовоцвітих, налічує близько 17 родів та 1000 видів.

## Опис
Однорічні або частіше багаторічні трави, напівчагарники або чагарники, іноді виткі, а саме тропічні види.
Стебла гіллясті, вкриті черговими простими та здебільшого цілокраї листками, без прилистків; тільки у небагатьох видів листя супротивне або кільчасте.
Квітки завжди мають приквітки, зібрані у колоски, головки або волоті, що з'являються на верхівці гілок. Квітка двостатева; Оцвітина подвійна: чашечка з 5 вільними чашолистками, з яких два внутрішніх крупніші від інших; вони до того ж пелюсткоподібні, зміщені на боки і називаються крилами; Віночок із трьох пелюсток; передня пелюстка крупніша від двох інших; вона має вигляд човника, а тому й називається човником']]' (лат. carina); він часто буває дво-, трилопатевим, а на верхівці бахромчастим; дві задніх пелюстки часто дволопатеві, біля основи зрощені з човником.
Тичинок 8; розташовуються вони по 4 праворуч та ліворуч від площини симетрії, взаємно зростаються у трубочку своїми нитками, або на всю довжину, або на більшу її частину.
Маточка одна, складається з двох зрощених плодолистків, розташованих у площині симетрії; зав'язь верхня, як правило, двогнізда; стовпчик здебільшого дуже короткий, на верхівці двічі розщеплений.
Плід в одних — сплющена коробочка, що розкривається по стулках, у інших — горіх.

## Роди
- Atroxima
- Balgoya
- Barnhartia
- Bredemeyera
- Carpolobia
- Comesperma
- Diclidanthera
- Epirixanthes
- Eriandra
- Monnina
- Monrosia
- Moutabea
- Muraltia
- Nylandtia
- Polygala — Китятки
- Salmonia
- Securidaca